# ماکاسار
ماکاسار مرکز استان سولاوسی جنوبی کشور اندونزی است. نام این شهر طی سالهای ۱۹۷۱ تا ۱۹۹۹ میلادی اوجونگ پاندانگ بود.
مساحت آن ۱۷۵٫۷۷ کیلومتر مربع و جمعیتش ۱٫۲۵ میلیون نفر است.

## تاریخچه

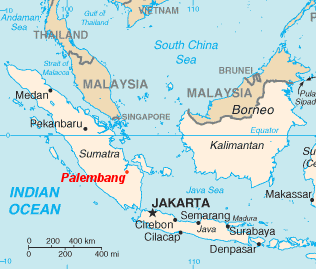

نخستین کوچ‌نشینان اروپایی در این منطقه، ملوانان پرتغالی بودند. در آغاز سدهٔ شانزدهم، ماکاسار کانون اصلی بازرگانی در اندونزی خاوری بود و به سرعت تبدیل به یکی از بزرگ‌ترین شهرها در جزایر جنوب شرق آسیا شد.
پادشاهان ماکاسار سیاست بازرگانی آزاد را در پیش گرفتند و از کوشش هلندی‌ها برای در انحصار گرفتن بازرگانی جلوگیری کردند.